# Мик Мењан
Мик Петерсон Мењан (фр. Mike Peterson Maignan, Кајена, 3. јул 1995) је француски фудбалер који тренутно наступа за Милан. Игра на позицији голмана.

## Успеси
Лил
- Прва лига Француске (1): 2020/21.[4]

 Милан
- Серија А (1) : 2021/22.[5]
- Суперкуп Италије (1) : 2024.[6]

 Француска
- Лига нација:  2020/21.[7]

Појединачни
- УНФП Најбољи голман Прве лиге Француске: 2018/19.[8]
- УНФП идеални тим Прве лиге Француске: 2018/19.[9]
- Најбољи голман у Серији А: 2021/22.[10]
- Идеални тим Серије А: 2021/22,[11] 2022/23.[12]